# Woodston
Woodston és una població dels Estats Units a l'estat de Kansas. Segons el cens del 2000 tenia 116 habitants.

## Demografia
Segons el cens del 2000, Woodston tenia 116 habitants, 63 habitatges, i 22 famílies. La densitat de població era de 186,6 habitants/km².
Dels 63 habitatges en un 17,5% hi vivien nens de menys de 18 anys, en un 31,7% hi vivien parelles casades, en un 3,2% dones solteres, i en un 63,5% no eren unitats familiars. En el 57,1% dels habitatges hi vivien persones soles el 31,7% de les quals corresponia a persones de 65 anys o més que vivien soles. El nombre mitjà de persones vivint en cada habitatge era d'1,84 i el nombre mitjà de persones que vivien en cada família era de 3,09.
Per edats la població es repartia de la següent manera: un 23,3% tenia menys de 18 anys, un 2,6% entre 18 i 24, un 24,1% entre 25 i 44, un 21,6% de 45 a 60 i un 28,4% 65 anys o més.
L'edat mediana era de 45 anys. Per cada 100 dones de 18 o més anys hi havia 107 homes.
La renda mediana per habitatge era de 20.357 dòlars i la renda mediana per família de 25.625 dòlars. Els homes tenien una renda mediana de 23.438 dòlars mentre que les dones 13.750 dòlars. La renda per capita de la població era de 10.592 dòlars. Entorn de l'11,1% de les famílies i el 23,5% de la població estava per sota del llindar de pobresa.

## Poblacions més properes
El següent diagrama mostra les poblacions més properes.